# EARPLAY 〜REBIRTH 2〜
『EARPLAY 〜REBIRTH 2〜』（イアプレイ リバース2）は2020年5月13日に発売された、角松敏生通算2作目のリメイク・ベスト・アルバム。

## 解説
2012年発売の『REBIRTH 1 〜re-make best〜』に続くREBIRTHシリーズ第二弾。日本を代表するピアニストでアレンジャー、そしてプロデューサーであり、1980年代後半から角松のライブ、レコーディングにおいて欠かすことのできない存在である小林信吾をアソシエイト・プロデューサーに迎え、AOR的なスタンスを強調しつつも過去曲のライブアレンジを中心にしたセルフカバー&洋楽カバー・アルバム。
角松は『GOLD DIGGER 〜with true love〜』以降の作品はバッキング・トラックについてはやり直す必要はなく、『SEA BREEZE 2016』のように歌だけを再録音して、リミックスしたいと考えていた。
しかし『AFTER 5 CLASH』以降のアナログマルチテープは前事務所（マーマレード）が権利を持っており、企画の実現及びテープの経年劣化対策のために前事務所社長の梶岡勝とデジタルアーカイブについて交渉中という。但しそれとは別で、現在のスキルでトラックそのものをリアレンジする作業にも面白みを感じており、『REBIRTH 2』では「過去作品の「ライブ・リメイク・ヴァージョン」のスタジオ録音盤」というアプローチをしている。
タイトル及びジャケット写真はエアプレイのアルバム『AIRPLAY』（邦題：ロマンティック）のパロディ。
角松は2013年頃から小林とユニットを組んでAORのパロディ・アルバムを発表しようという話で盛り上がっており、この機会にやってみてはどうかということで今回ユニット名「EARPLAY」とジャケットのアイデアが使われ、小林がゲストで参加することになった。そしてエアプレイのパロディをやったもう一つの理由は、もう直ぐ還暦を迎える角松や小林世代のミュージシャンが「次世代に何を遺すか」という時期に来た今、もう一度自分たちを俯瞰・検証し認め、そこにもう少し時代や自分達への「風刺」を込めるという思いがあった。
ジャケットでは角松がジェイ・グレイドン、小林がデイヴィッド・フォスターに扮し、2人の服装（音楽ライター・金澤寿和は小林の袖のたくし上げ方まで同じと指摘している）や並び方、写真の構図に至るまでオリジナルを踏襲している。オリジナルではプロペラ機だった背景がジェット機になっているなどの現代的なアレンジが加えられている。小林によると更に再現度の高いヴァージョンもあったがあまりにも本物ソックリだったため「もしも本物からクレームが来たら...」などの協議の結果そちらはお蔵入りになり、アレンジが加えられることになったという。なお、裏ジャケットも同様にパロディとなっており、オリジナルと同じく飛行機のコクピットに座る2人の写真が使われている（ただし2人の着座位置がオリジナルの裏ジャケットと逆になっている）。
近年のアルバムと同様ブックレットにはセルフ・ライナー・ノーツを収載しているが多忙により全曲解説が書けなかったため、Facebookの公式アカウントでアルバム発売前後に角松自身の投稿による楽曲解説が不定期で連載された。
当初2020年4月22日発売・春のライブツアーを予定していたが、新型コロナウイルス（COVID-19）感染拡大と緊急事態宣言発令に伴い、アルバムは発売延期され、ツアーは中止となった。
発売日変更後の出荷を優先するため新発売日表記のジャケットの差し替えを行なっておらず、商品内表記に一部発売時期にそぐわないものがあることへのアナウンスがされた。
発売後の2020年10月4日、アソシエイト・プロデューサーを務めた小林が逝去。本作が遺作の一つとなった。

## 収録曲

### EARPLAY 〜REBIRTH 2〜
1. I CAN GIVE YOU MY LOVE  –  (7:15)[1][2]
  - 角松敏生 作詞・作曲 / 角松敏生・PHILIPPE SAISSE 編曲 / 数原晋 ブラス編曲
  - 1988年発売の7thアルバム『BEFORE THE DAYLIGHT』[注釈 4]収録曲。
  - 角松はバブル景気の頃ニューヨークにも部屋を持っており、曲創りやライブは日本、レコーディングはアメリカという日々を過ごしていた。『TOUCH AND GO』でそれまでの経験をひとまず活かし切り、次に発案したのが、米国のプロデューサーに自分を委ねつつ自分で制作環境創りとプロデューサー選びをするというものだった。アメリカでのコンピューター・プログラミングによる音楽制作の見学は、後に中山美穂の『CATCH THE NITE』やジャドーズのプロデュースなどで活かされることになった[4]。
  - 本作に収録されているヴァージョンは、1988年発売の12inchリミックス・コンピレーション「Voices From The Daylight 〜Gold 12inch items」[注釈 5]収録のリミックス・バージョンのオープニングをコラージュしている。アレンジはオリジナルのディティールを継承しつつ、近年ライブで披露する際のアレンジになっている。ちなみにベースの山内薫によるスラップのフレーズは、長年角松のバックバンドのメンバーだった青木智仁がライブで編み出したもので、彼に敬意を表してライブアレンジにおける不動のフレーズとして現在でも使われているものである[4]。
2. Cryin' All Night  –  (5:01)[1][2]
  - DAVID FOSTER・STEPHEN KIPNER・JAY GRAYDON  作詞・作曲 / 小林信吾・角松敏生 編曲
  - エアプレイのカバー。
  - 前述した通り本作のジャケットはエアプレイのパロディとなっているが、これは流れてきた時間の再確認と時代への郷愁、そして風刺を込めたものであり、決して「AOR」の賛美を目的としたものではないという。ただ、角松は、あの時代の混沌としたエネルギーに学ぶものがあると再認識しており、目指せるものを見つけようと始動した自分の心の一部を見せるようなことをしたという。それは小林も理解しており、彼の力なくして完成はあり得なかったと述懐している。というわけで、ジャケットであれだけパロディしながら、何もしないわけにはいかないだろうということで、フォスター・グレイドン作品の中から自分の心に残る作品を2曲選んで、細密にオリジナルアレンジを精査してカバーする、ということをサービスとしてつけることになった[15]。
  - 「Cryin' All Night」のアレンジは日本では80年代、歌謡曲の編曲家が好んで模倣したもので曲自体はポップだが、実際に楽曲を解体・解析すると、緻密・複雑・高度な手法で作成された楽曲であることが改めて判明し、角松は当時の米国のミュージシャンの先進性、優秀さを改めて感じることとなった。原曲ではデイヴィッド・フォスターのピアノプレイだった8分音符の細かい刻みは小林が演奏しており、角松は「こんなふうな雰囲気を出せて、尚且つパワーと正確性を備えて弾ける人はもう本邦にはほとんどいないだろう」と絶賛している。グレイドンのバッキングギターも鈴木英俊が精緻に解読して再現。またシンセサイザーは森俊之が角松の自宅スタジオにあるリ・イシュー版のアナログシンセを駆使して70年代当時のシンセの再現を試みている。角松と小林、森、鈴木の4人で、再現実験室みたいな感じでスタジオで構築したが「ピアノのボイシングはこうだ」、「ギターのフレーズはこうだった」、「シンセの音色はこれだった」と徹底的に追求し、オタクの部活や大学の軽音楽サークルみたいな感じで本当に楽しかったそうである[8][15]。
  - オリジナルのトミー・ファンダーヴァーグによるヴォーカルは自分ではとても真似できないと感じ、オリジナルから1音下げたキーでアレンジされている。だがその分、オリジナルにはない小此木まりと亜季緒による女性コーラスがポップさと軽快さを出してくれたので、若干落ち着いた大人の「Cryin' All Night」になったと振り返っている[15]。
3. DISTANCE  –  (6:19)[1][2]
  - 角松敏生 作詞・作曲・編曲
  - 1991年発売9枚目のアルバム『ALL IS VANITY』[注釈 6]収録曲。
  - 「DISTANCE」制作背景には当時携帯電話が普及し始め「遠距離恋愛」という言葉が流行り出したことあり、角松の知人が「遠距離恋愛ってドラマでもなんでも距離を越えられないって悲しい話が主流だけど、距離を越えられたっていうお話があってもいいんじゃないかな、そういう曲が聴きたいな」と口にしたのがきっかけで作られた[16]。
  - 『ALL IS VANITY』で提唱したテーマは「バック・トゥ・ベーシック（原点回帰）」で、当時主流になっていたプログラミング・サウンドに飽きを感じていた角松は、もう一度生演奏による録音に拘ってみたくなったそうである。そして目指したサウンドは1970年代後半から80年代前半の所謂「AOR」的なものへの回帰だった。アメリカ・ミュージシャンで録ったロサンゼルス録音サイド・日本ミュージシャンで録った東京録音サイドに分かれて、日米の腕利きミュージシャンが参加。また本作のアソシエイト・プロデューサー小林が『ALL IS VANITY』でも共同プロデューサーに招かれたが、小林を『EARPLAY』に招いたのも『ALL IS VANITY』での仕事を「想い出」として、「思えば遠くに来たもんだ」感を演出したかったからだそうである。
  - オリジナルの「DISTANCE」は東京録音で、ドラム：村上秀一、ベース：青木智仁、ギター：鈴木茂、フェンダーローズ：佐藤博、アコースティック・ピアノ：小林信吾、パーカッション：斎藤ノヴが演奏している。間奏のジェイ・グレイドンを模倣した角松によるギターソロは1日中スタジオに籠り何度もテイクを重ねた思い出があるという[16]。
  - 本作のリメイクでは幾多のステージで演奏、歌唱してきた経験が詰め込まれている。
  - ドラム：山本真央樹、ベース：山内薫、ギター：鈴木英俊に当時と同じく小林のピアノで再レコーディングし、角松のギターソロもより真剣に「あの頃の音」を模倣したそうである[16]。本曲で使用されているピアノはベヒシュタイン製のアップライトピアノで、角松の娘がピアノを始めたのをきっかけに奮発して買ったものがグランドピアノのような音がする「当たり」の楽器だったため、ミュージシャン間では「奇跡のピアノ」と呼ばれているという[6]。
4. Take It Away  –  (4:50)[1][2]
  - 角松敏生 作詞・作曲・編曲 / 本田雅人 ブラス編曲
  - 1986年発売の6枚目のアルバム『TOUCH AND GO』[注釈 7]収録曲。
  - オリジナルはドラム：バディー・ウィリアムス、ベース：青木智仁、ピアノ：ドン・グロルウィック、ギター：アイラ・シーゲルにジェリー・ヘイ率いるホーン・セクションという非常に豪華なもので、角松もリズム・トラックについてはオリジナルも大好きで、今聴いても完成されておりやり直す必要はないと語っている[17][6]。なのでやり直すというより人気曲なので違った装いで入れてみたという感じで収録されている[6]。
  - 今回の打ち込みを中心としたアレンジは2015年の『TOSHIKI KADOMATSU SPECIAL LIVE TOUR 秋の旅情サスペンス「お前と俺」』 [注釈 8]用に作成したものをそのまま使用し、そこに角松のギター、小林のアコースティックピアノ、本田雅人ブラスアレンジによるホーンセクションを追加している。バックシンガーは小此木と吉川恭子で、前年度のライブ以降レコーディングでもいつか試したいと思っていたので、このセッションは適時と思い起用された。また本作のギターは自分でやっている時間がなかったため重要なところは鈴木に任せているが、この曲ではL側R側とも角松自身がレスポールで弾いている[17]。
5. Can't Hide Love  –  (4:54)[1][2]
  - SKIP SCARBOROUGH 作詞・作曲 / 小林信吾・角松敏生 編曲 / 本田雅人 ブラス編曲
  - クリエイティブ・ソースのカバーで、アース・ウィンド&ファイアーが『灼熱の狂宴』でカバーしたことでも知られる楽曲。
  - 「Cryin' All Night」と「Can't Hide Love」の2曲のベーシック・アレンジは小林に依頼。ドラムは打ち込みだがスティーヴ・ガッドのドラムをサンプリングして使用している[7]。打ち込みにしたのは時間がなかったことと、小林のソロ・アルバム『soliloquy』でのリズム・トラック作りが見事だったのでそれを依頼したかったのがある[18]。
  - 角松によるカバーはジェイ・グレイドンのプロデュースでデイヴィッド・フォスターがストリングス・アレンジを手掛けているディオンヌ・ワーウィックのアルバム『フレンズ・イン・ラヴ』に収録されているバージョンを参考にしている[7]。ディオンヌのヴァージョンはプロのミュージシャンが好む、いわゆる「通好み」のやつで、小林や森がよくライブのリハーサルの合間にふと手休めにこの曲のイントロを弾いていたりするそうである。キーは女性キーなので悩んだが小林から、ディアンジェロが角松のやろうとしているキーで歌っているヴァージョンがある、ということを聞き、それを参考にした。ホーンはオリジナルのジェリー・ヘイ・ホーンズを本田雅人、中川英二郎、二井田ひとみ、エリック宮城の4人が完コピしている[18]。
6. CRESCENT AVENTURE  –  (6:22)[1][2]
  - 角松敏生 作詞・作曲・編曲 / 藤堂昌彦 ストリングス編曲
  - 1982年発売2枚目のアルバム『WEEKEND FLY TO THE SUN』[注釈 9]収録曲。
  - 『WEEKEND FLY TO THE SUN』は、角松にとっては最も心残りがある作品で、『SEA BREEZE 2016』のように歌のリテイクとリミックスをしたい最先鋒だという[注釈 10]。まだ経験もスキルもないにもかかわらず敢行されたロサンゼルス録音は当時の自分には分不相応だったと述懐している。ただメロディラインや歌詞にはその後を感じさせるオリジナリティがあり、個人的に好感を持っていた曲があり「CRESCENT AVENTURE」もその一つだったが、何十年も演奏していなかった曲であり今回は今なりのリメイクがされている[19]。
  - ストリングスはTOM TOM 84によるアレンジが素晴らしかったので、バイオリンの藤堂昌彦に譜面を起こしてもらい、リアレンジして弦楽四重奏で録音された。ギターは原曲ではカルロス・リオスが演奏していたものを角松がこなしている。リズムトラックはあえてプログラミングにしているが、ベースは若手ベーシストの起用を思い立ち、ドラムの山本が在籍するフュージョンバンドDEZOLVEのベーシスト小栢伸五が弾いている。小栢は角松が音楽監督を務めたミュージカル『東京少年少女』[20]で「若手で楽器もできて演技、歌にも興味を持っている人」を探していたところ山本から紹介され、ミュージカルに出演することになった。前作『東京少年少女』[注釈 11]収録の「to be or not to be」をミュージカル用に小栢のベースで録り直した時に、角松は演奏の見事さに驚きその時点で「CRESCENT AVENTURE」のベースに彼を起用することを決めていた[19]。
  - バック・シンガーは小此木と亜季緒。以前吉沢梨絵にお願いして小此木や浦壁多恵を紹介してもらった時を踏襲し、小此木に「誰かいい人」がいないか相談したところ亜季緒を紹介してもらった。角松は、ミュージカルでは作品全体の精度を上げるためには周りを固める助演、アンサンブルの歌唱力が必要とされ、また演者は音楽のジャンル問わず舞台に応じた様々な歌唱表現が求められるため、ミュージカル界には秀逸なシンガーが何人も潜んでいると分析している。角松はそういった「秀逸なシンガー」と何人も出会いたいために、近年はミュージカル界と親交を深くしている、と語っている[19]。
7. Lost My Heart In The Dark  –  (6:18)[1][2]
  - 角松敏生 作詞・作曲 / 角松敏生・PHILIPPE SAISSE 編曲 / 中川英二郎 ブラス編曲
  - 1988年発売7枚目のアルバム『BEFORE THE DAYLIGHT』[注釈 4]収録曲。
  - オリジナル版でのイントロのプログラミングパーカッションには1987年当時にアメリカでリバイバル・ヒットしていたRoland TR-808が使われており、日本のミュージシャンにとっては忘れ去られた「音」だった808の音を使用したアレンジには当時角松が衝撃を受ける出来事だった[21]。
  - 本作ではプログラミングはPHILIPPE SAISSEによるアレンジを再現し、その上にライブと同じバンドメンバーによる生演奏を乗せている。吉沢と小此木によるコーラスはツアーのためにリハーサルとして行われたレコーディング・トラックが使用されている[21]。
8. I Can't Stop The Night  –  (4:43)[1][2]
  - 角松敏生 作詞・作曲・編曲
  - 1985年発売5枚目のアルバム『GOLD DIGGER〜with true love〜』[注釈 12]収録曲。
  - 3rdアルバム『ON THE CITY SHORE』[注釈 13]の小ヒットや杏里のプロデュースワークでようやくプロとして軌道に乗り始めた頃、レコード会社やプロダクションの意向で「リゾート・ミュージック」や「シティポップの貴公子」など本人にとっては有り難くもないコピーを飾られてしまい、当時はそのイメージから脱却するのに必死だった。そして当時傾倒していたクラブダンス・ファンクに自分のポップスをどうにかして融合できないか、どうやったらそういう音が作れるのか思案し、その結果レコーディング・エンジニアのマイケル・ブラウアーと出会い「Girl in the Box」[注釈 14]を制作し、そこで築いた信頼関係が『GOLD DIGGER』にも繋がっていった。まだヒップホップが普及していなかった当時の日本のポップシーンでラップやスクラッチなどを盛り込んだ『GOLD DIGGER』は角松曰く「ある意味賛否両論問題作」だったというが、オリコンチャート7位（本人は何位だったか忘れていた）を記録し、その後の角松の活動を盤石なものにする作品になった[22]。
  - 「I Can't Stop The Night」は角松が初めてプログラミングに挑戦した曲だった。当時打ち込みサウンドに挑戦してみたかったが、Roland MC-4のように信号を打ち込むタイプは高価な上に複雑で扱いきれなかったため、当時発売されたばかりでミュージシャンが弾いた音をデーターとしてクォンタイズするタイプのYAMAHA QX 1を使い、角松と友成好宏、オペレーター林有三の3人で制作していった[22]。
  - 本作のリメイクではオリジナルのディティールは残しつつも、生演奏を中心にしたバージョンになっている。当時はできなかった打ち込みサウンドのライブでの再現が、機器の発達によりステージ上にコンピューターを持ち込むことで可能になり、さらに今ではプログラミングと生演奏が程よく混在する表現が自在にできるようになり、このアレンジなどはその最たるものになっている[22]。
9. End of The Night  –  (5:12)[1][2]
  - 角松敏生 作詞・作曲 / 森俊之・角松敏生 編曲
  - 1989年発売8枚目のアルバム『REASONS FOR THOUSAND LOVERS』[注釈 15]収録曲。
  - 『GOLD DIGGER』『TOUCH AND GO』『BEFORE THE DAYLIGHT』『REASONS FOR THOUSAND LOVERS』の一連の作品は角松のニューヨーク在住時代の4部作としており、内容は徐々に高度にまた贅沢になっていったという。セルフ・プロデュースをある程度完成させてからアメリカのプロデューサーに客観的に自分を観てもらいプロデュースを委託しながら本場の方法論を学んで行く、というやり方は角松にとって非常に有効だった。『REASONS FOR THOUSAND LOVERS』では半数をアメリカのプロデューサーに依頼し、半数をセルフ・プロデュースという体制になっており、当地で学んだことをリアルタイムで吐き出している様子が伺えると回想している。「End of The Night」はウェイン・ブライスウェイトのプロデュースで、彼は類稀な才人だったというが若くしてこの世を去ってしまった。角松はこの曲を書いた当時、作曲法における転調にハマっていて、トリッキーな転調を自然に聴かせるにはどうしたら良いかということに専心していた。この曲などはその実験性が如実に出ている作品で、その後の角松の作品における特徴の一つである転調の面白さの原点となった曲でもある[23]。
  - この曲は森俊之がプロデュースしているが、角松によると他人にプロデュースを任せたのは自身が時間がなくて息切れしていたのもあるが、最近80年代から90年代までにR&Bがアーシーなものからコンテンポラリーなものへと変化した過程を再検証いく中で森にそういった曲調のものを依頼したら面白いだろうな、と考えたからだと記している。森がリンドラムの実機を持っており、それを直接サンプリングした音などを使用し、そこに鈴木のギター、本田のサックス、小此木と亜季緒のコーラスを追加している[23]。
  - 実はオリジナルの「End of The Night」は歌い出しの歌詞が欠けていて[注釈 16]、それを修正したかったのがこの曲をリメイクしたかった本当の裏事情だった[23]。
10. ALL IS VANITY  –  (6:10)[1][2]
  - 角松敏生 作詞・作曲・編曲
  - 1991年発売7枚目のアルバム『ALL IS VANITY』[注釈 6]収録曲。
  - 「ALL IS VANITY」は英語で「諸行無常」という意味である。当時色々と悩み事も抱えていて、それを無理矢理払拭しようとジタバタしていた時でもあり、その時なりの苦悩を表現したかったのだろうと回想している。そして今は、30年の時が流れ娘を持つ身となり、子供を大切に育てながらも自分の老いと向かい合わなければならなくなり、当時とはまた違う意味での「心の叫び」に聴こえてくるという[24]。
  - アルバムのタイトルナンバーでもあったこの曲は特に思い入れの深く、それまで様々なことに影響を受けてきたことを自分なりにうまく咀嚼して表現できたもので、角松自身も非常に納得のいく作品だった。唯一思い残しがあるとすればテンポであり、曲の持つスリリングさをライブで表現するにはオリジナルテンポはまったりしすぎていると感じ[25]、ライブではいずれもオリジナルテンポより早く演奏していた。とはいえ、オリジナルのテンポであれだけの演奏をしたドラム：カルロス・ベガ、ベース：ジョン・ペイニャン、ギター：マイケル・ランドウ、ピアノ：ランディー・カーバーという４リズムの記録は貴重そのものだという。特にカルロス・ベガは、ボズ・スキャッグスの初来日公演をテレビで見た際「この人と一緒に演りたい!」と思っていたので、それが叶いとても嬉しかったという。そしてアルバムのミックスを手掛けたグラミー賞受賞者でもあるウンベルト・ガティカから「お前歌うまいな」と言われたことが何より有難く、それまで歌唱力にコンプレックスを抱いていた角松が歌う事に喜びを感じられるようになった切っ掛けになった[24]。なお、小林は当時スケジュールの都合でオリジナル版のレコーディングに立ち会えておらず、ロサンゼルスでのレコーディング初日に参加した後東京にとんぼ返りして仕事を済ませロサンゼルスに戻るというかなりの過密スケジュールで、「綱渡りなスケジュールよく角松くんも許してくれたな（笑）」と述懐している[8]。
  - 今回のリメイクではそのテンポ問題を解消したバージョンを記録するのが目的だったが、ドラムは2014年頃に当時22歳の山本がバックバンドのオーディションを受けた際のテイクが使用されている。ベースもその時に手伝ってくれた山内のテイクを使い、その上に小林のピアノや鈴木のギター、本田のサックス、小此木と吉川のコーラスを追加しブラッシュアップさせている[25]。小林は「この辺の曲は体に染み込んでいる」と言っていたそうである[24]。角松は「リメイクとは過去を振り返ったり、否定することではなく、音楽に現在（いま）の力を新たに吹き込む所作でもあるのだなぁ、と、本作のこの曲を聴いて思いました。」と振り返っている[24]。

### MUSICAL『東京少年少女』劇場版
初回生産限定盤には前作『東京少年少女』の収録曲をミュージカル版のオリジナル・キャストで歌い直したバージョンを収録したボーナスCDが同梱されている。
1. まだ遅くないよね  –  (3:47)[1]
KOUTA・角松敏生 作詞 / 角松敏生 作曲・編曲 / 本田雅人 ブラス編曲 / 澤田瑞希・北條響 歌
2. 大人の定義  –  (4:50)[1]
KOUTA・角松敏生 作詞 / 角松敏生 作曲・編曲 / 本田雅人 ブラス編曲 / 舟木健・趙京來・飯田悠太 歌
3. 恋ワズライ  –  (2:52)[1]
KOUTA・角松敏生 作詞 / 角松敏生 作曲・編曲 / 本田雅人 ブラス編曲 / 大場啓博・上森真琴・さなえまん 歌
4. 東京少年少女  –  (6:20)[1]
KOUTA・角松敏生 作詞 / 角松敏生 作曲・編曲 / 本田雅人 ブラス編曲 / 飯野美紗子・澤田瑞希・北條響・山田清美・中原櫻乃・菊池愛・下田萌恵子・植木彩乃・舟木健・趙京來・飯田悠太・上森真琴・石川鈴菜・出口羽藍・さなえまん 歌

## クレジット

### I CAN GIVE YOU MY LOVE
| Written by 角松敏生                                          |
| Arranged by 角松敏生 & PHILIPPE SAISSE                       |
| Brass Arranged by 数原 晋                                    |
|                                                              |
| 角松敏生 : Vocals, Keyboards, Computer Programming           |
| 山本真央樹 : Drums                                           |
| 山内 薫 : Electric Bass                                      |
| 鈴木英俊 : Electric Guitar                                   |
| 小林信吾 : Acoustic Piano, Fender Rhodes                     |
| 数原 晋 : Trumpet                                            |
| 中野勇介 : Trumpet                                           |
| 中川英二郎 : Trombone                                        |
| 本田雅人 : Saxophone                                         |
| 吉沢梨絵 : Background Vocals                                 |
| 小此木まり : Background Vocals                               |
| 上森真琴 : Background Vocals                                 |
|                                                              |
| Originally Released in 1988.2.5 album「BEFORE THE DAYLIGHT」 |

### Cryin' All Night
| Written by DAVID FOSTER / STEPHEN KIPNER / JAY GRAYDON                    |
| Arranged by 小林信吾 & 角松敏生                                           |
|                                                                           |
| 角松敏生 : Vocals                                                         |
| 鈴木英俊 : Electric Guitar                                                |
| 小林信吾 : Acoustic Piano, Keyboards, Computer Programming                |
| 森 俊之 : Fender Rhodes, Synthesizer                                      |
| 小此木まり : Background Vocals                                            |
| 亜季緒 : Background Vocals                                                |
|                                                                           |
| Published by EMI APRIL MUSIC INC.                                         |
| © 1980 by GRAYDON RAKE MUSIC INC. Assigned for Japan to Taiyo Music, Inc. |
| © by Irving Music, Inc. / Foster Frees Music, Inc.                        |

### DISTANCE
| Written & Arranged by 角松敏生                                      |
|                                                                     |
| 角松敏生 : Vocals, Electric Guitar, Keyboards, Computer Programming |
| 山本真央樹 : Drums                                                  |
| 山内 薫 : Electric Bass                                             |
| 鈴木英俊 : Electric Guitar                                          |
| 小林信吾 : Acoustic Piano, Fender Rhodes                            |
|                                                                     |
| Originally Released in 1991.7.3 album「ALL IS VANITY」              |

### Take It Away
| Written & Arranged by 角松敏生                                      |
| Brass Arranged by 本田雅人                                          |
|                                                                     |
| 角松敏生 : Vocals, Electric Guitar, Keyboards, Computer Programming |
| 小林信吾 : Acoustic Piano                                           |
| エリック宮城 : Trumpet, Flugelhorn                                  |
| 二井田ひとみ : Trumpet, Flugelhorn                                  |
| 中川英二郎 : Trombone                                               |
| 本田雅人 : Saxophone                                                |
| 小此木まり : Background Vocals                                      |
| 吉川恭子 : Background Vocals                                        |
|                                                                     |
| Originally Released in 1986.6.11 album「TOUCH AND GO」              |

### Can't Hide Love
| Written by SKIP SCARBOROUGH                                |
| Arranged by 小林信吾 & 角松敏生                            |
| Brass Arranged by 本田雅人                                 |
|                                                            |
| 角松敏生 : Vocals                                          |
| 鈴木英俊 : Electric Guitar                                 |
| 小林信吾 : Acoustic Piano, Keyboards, Computer Programming |
| 森 俊之 : Fender Rhodes, Synthesizer                       |
| エリック宮城 : Trumpet, Flugelhorn                         |
| 二井田ひとみ : Trumpet, Flugelhorn                         |
| 中川英二郎 : Trombone                                      |
| 本田雅人 : Saxophone, Flute                                |
| 小此木まり : Background Vocals                             |
| 亜季緒 : Background Vocals                                 |
|                                                            |
| © 1973 by UNICHAPPELL INC.                                 |
| All rights reserved. Used by permisson.                    |

### CRESCENT AVENTURE
| Written & Arranged by 角松敏生                                      |
| Strings Arranged by 藤堂昌彦                                        |
|                                                                     |
| 角松敏生 : Vocals, Electric Guitar, Keyboards, Computer Programming |
| 小栢伸五 : Electric Bass                                            |
| 鈴木英俊 : Electric Guitar                                          |
| 小林信吾 : Acoustic Piano                                           |
| 中川英二郎 : Trombone                                               |
| 藤堂昌彦 : Violin                                                   |
| 森本安弘 : Violin                                                   |
| 長石篤志 : Viola                                                    |
| 岩永友樹 : Cello                                                    |
| 小此木まり : Background Vocals                                      |
| 亜季緒 : Background Vocals                                          |
|                                                                     |
| Originally Released in 1982.4.5 album「WEEKEND FLY TO THE SUN」     |

### Lost My Heart In The Dark
| Written by 角松敏生                                          |
| Arranged by 角松敏生 & PHILIPPE SAISSE                       |
| Brass Arranged by 中川英二郎                                 |
|                                                              |
| 角松敏生 : Vocals, Keyboards, Computer Programming           |
| 山本真央樹 : Drums                                           |
| 山内 薫 : Electric Bass                                      |
| 鈴木英俊 : Electric Guitar                                   |
| 小林信吾 : Acoustic Piano, Fender Rhodes                     |
| 数原 晋 : Trumpet                                            |
| 中野勇介 : Trumpet                                           |
| 中川英二郎 : Trombone                                        |
| 本田雅人 : Saxophone                                         |
| 吉沢梨絵 : Background Vocals                                 |
| 小此木まり : Background Vocals                               |
| 吉川恭子 : Background Vocals                                 |
|                                                              |
| Originally Released in 1988.2.5 album「BEFORE THE DAYLIGHT」 |

### I Can't Stop The Night
| Written & Arranged by 角松敏生                        |
|                                                       |
| 角松敏生 : Vocals, Keyboards, Computer Programming    |
| 山本真央樹 : Drums                                    |
| 山内 薫 : Electric Bass                               |
| 森 俊之 : Fender Rhodes                               |
| 本田雅人 : Saxophone                                  |
| 吉沢梨絵 : Background Vocals                          |
| 小此木まり : Background Vocals                        |
| 吉川恭子 : Background Vocals                          |
| 上森真琴 : Background Vocals                          |
|                                                       |
| Originally Released in 1985.5.21 album「Gold Digger」 |

### End of The Night
| Written by 角松敏生                                                  |
| Arranged by 森 俊之 & 角松敏生                                       |
|                                                                      |
| 角松敏生 : Vocals                                                    |
| 森 俊之 : Synthesizer, Keyboards, Computer Programming               |
| 鈴木英俊 : Electric Guitar                                           |
| 本田雅人 : Saxophone                                                 |
| 小此木まり : Background Vocals                                       |
| 亜季緒 : Background Vocals                                           |
|                                                                      |
| Originally Released in 1989.9.6 album「REASONS FOR THOUSAND LOVERS」 |

### ALL IS VANITY
| Written & Arranged by 角松敏生                         |
|                                                        |
| 角松敏生 : Vocals, Keyboards, Computer Programming     |
| 山本真央樹 : Drums                                     |
| 山内 薫 : Electric Bass                                |
| 鈴木英俊 : Electric Guitar                             |
| 小林信吾 : Acoustic Piano                              |
| 森 俊之 : Fender Rhodes                                |
| 本田雅人 : Saxophone                                   |
| 小此木まり : Background Vocals                         |
| 吉川恭子 : Background Vocals                           |
|                                                        |
| Originally Released in 1991.7.3 album「ALL IS VANITY」 |

### まだ遅くないよね
| Words by KOUTA & 角松敏生    |
| Music & Arranged by 角松敏生 |
| Brass Arranged by 本田雅人   |
|                              |
| Vocals : 澤田瑞希 / 北條 響  |

### 大人の定義
| Words by KOUTA & 角松敏生             |
| Music & Arranged by 角松敏生          |
| Brass Arranged by 本田雅人            |
|                                       |
| Vocals : 舟木 健 / 趙 京來 / 飯田悠太 |
|                                       |
| Acoustic Guitar : 鈴木英俊            |

| Saxophone : | - 本田雅人 - 高尾あゆ - 中川颯子 |

| Trumpet : | - 三上貴大 - 金津理仁 |

| Trombone : 三原万里子 |

### 恋ワズライ
| Words by KOUTA & 角松敏生                 |
| Music & Arranged by 角松敏生              |
| Brass Arranged by 本田雅人                |
|                                           |
| Vocals : 大場啓博 / 上森真琴 / さなえまん |

### 東京少年少女
| Words by KOUTA & 角松敏生    |
| Music & Arranged by 角松敏生 |
| Brass Arranged by 本田雅人   |
|                              |

| Vocals : | - 飯野美紗子 / 澤田瑞希 / 北條 響 / 山田清美 / 中原櫻乃 - 菊池 愛 / 下田萌恵子 / 植木彩乃 / 舟木 健 / 趙 京來 - 飯田悠太 / 上森真琴 / 石川鈴菜 / 出口羽藍 / さなえまん |

### スタッフ
| EXECUTIVE PRODUCER: TOSHIKI KADOMATSU              |
|                                                    |
| Produced by TOSHIKI KADOMATSU                      |
| Associate Producer: SHINGO KOBAYASHI               |
|                                                    |
| All Songs Composed & Arranged by TOSHIKI KADOMATSU |

| Except | - "Cryin' All Night" Written by DAVID FOSTER / STEPHEN KIPNER / JAY GRAYDON - "Can't Hide Love" Written by SKIP SCARBOROUGH - "Cryin' All Night" "Can't Hide Love" Arranged by SHINGO KOBAYASHI / TOSHIKI KADOMATSU - "End of The Night" Arranged by TOSHIYUKI MORI / TOSHIKI KADOMATSU - "I CAN GIVE YOU MY LOVE" "Lost My Heart In The Dark" Arranged by TOSHIKI KADOMATSU / PHILIPPE SAISSE |

| Brass Arranged by | - MASATO HONDA [M4 / M5] - SUSUMU "SHIN" KAZUHARA [M1] - EIJIRO NAKAGAWA [M7] |

| Strings Arranged by MASAHIKO TODO [M6]                                      |
|                                                                             |
| Directed by TETSUO KOKUBU (BEANS)                                           |
| A&R: ETSUKO NOGUCHl (Ariola Japan)                                          |
|                                                                             |
| Mixed by SHINICHI KAWASUMI & TOSHIKI KADOMATSU at Laboratori di Musica NeNe |
| Recorded by SHINICHI KAWASUMI                                               |
| Mastered by ISAO KIKUCHI at Warner Music Mastering                          |
| Recorded at Laboratori di Musica NeNe                                       |
| Engineers Management: TOMOKO WATANABE (MIXER'S LAB)                         |
| Equipment Technician: SUSUMU MATSUYAMA                                      |
| Acoustic Piano & Fender Rhodes tuner: SADAYOSHI "TARO" SATO (LEO MUSIC)     |
|                                                                             |
| Network Promotion: RISA YAMAMOTO (Sony Music Marketing)                     |

| Sales Promotion: | - KOHEI SANO (Sony Music Marketing) - JUMPEI HAYASHI (Sony Music Marketing) |

| Supervisor: HIROSHI KAWASAKI (Sony Music Labels)            |
| Executive Supervisor: SHUNSUKE FUJIWARA (Sony Music Labels) |
|                                                             |
| Art Direction & Design: MANABU KOYAMA (Swingarm)            |

| Photography: | - TAKAYUKI OKADA [Cover] - MANABU KOYAMA [Booklet] |

| Styling: YOHKO TANAKA                                                             |
| Hair & Make-up: RIN                                                               |
| Art Product Coordination: MIFU AKITOMI (Sony Music Solutions)                     |
|                                                                                   |
| MASATO HONDA by the courtesy of Universal Jazz, a division of Universal Music LLC |

## リリース日一覧
| 地域 | リリース日    | レーベル                                      | 規格                   | カタログ番号                  | 備考                                         |
| ---- | ------------- | --------------------------------------------- | ---------------------- | ----------------------------- | -------------------------------------------- |
| 日本 | 2020年5月13日 | IDEAK ⁄ ARIOLA JAPAN ⁄ Sony Music Labels Inc. | 2CD                    | BVCL-1063/4【初回生産限定盤】 | 「MUSICAL『東京少年少女』劇場版」との2枚組。 |
| 日本 | 2020年5月13日 | IDEAK ⁄ ARIOLA JAPAN ⁄ Sony Music Labels Inc. | CD                     | BVCL-1065【通常盤】           |                                              |
| 日本 | 2020年5月13日 | IDEAK ⁄ ARIOLA JAPAN ⁄ Sony Music Labels Inc. | デジタル・ダウンロード | -                             | 通常音源（AAC-LC 320kbps）                   |
| 日本 | 2020年5月13日 | IDEAK ⁄ ARIOLA JAPAN ⁄ Sony Music Labels Inc. | デジタル・ダウンロード | -                             | ハイレゾ音源（FLAC形式(96kHz/24bit)）        |